# فلسفة لغوية

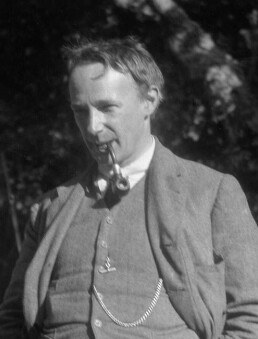

'الفلسفة اللغوية هي وجهة النظر القائلة بأن العديد من أو كل المشاكل الفلسفية يمكن حلّها من خلال إيلاء اهتمام وثيق للغة، إما عن طريق إصلاح اللغة أو من خلال فهم لهجاتنا العامية فهماً أفضل. الموقف السابق هو موقف فلسفة اللغة المثالية، وهو أحد الأمثلة البارزة على مذهب الذرية المنطقية. وهذا الأخير هو الرأي الذي تدافع عنه فلسفة اللغة العادية..